# ازدواج همجنس در بلژیک

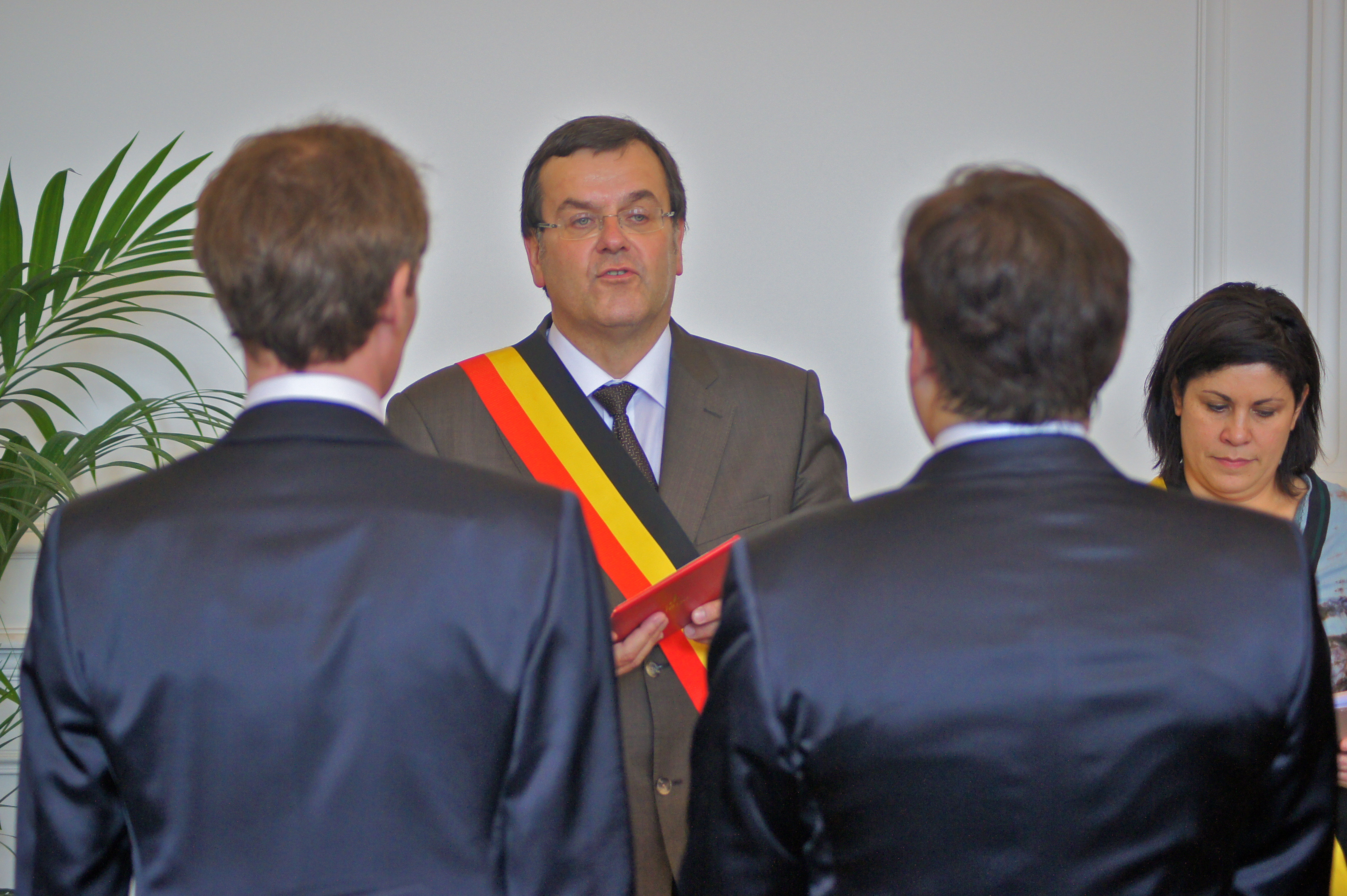
عقد و ازدواج دو مرد هم جنس در بلژیک

ازدواج همجنس‌ در بلژیک در یک ژوئن ۲۰۰۳ قانونی شد، با اجرای این قانون، بلژیک دومین کشوری بود که این موضوع را قانونی کرد. البته در ۲۳ نوامبر ۱۹۹۸ اجازه اتحاد مدنی به زوج‌های همجنس‌گرا را تصویب کرده‌بود و در ۱۲ ژانویه ۱۹۹۹ منتشر و در یک ژانویه ۲۰۰۰ اجرایی شده‌بود.
بر پایه آمار تقریباً ۳۰۰ زوج همجنس بین ژوئن ۲۰۰۳ تا آوریل ۲۰۰۴ ازدواج کردند (۲۴۵ ازدواج در ۲۰۰۳ و ۵۵ در ۲۰۰۴) که ۱٫۲٪ کل ازدواج‌های بلژیک را شامل می‌شود. دو سوم ازدواج‌های همجنس‌ها بین مردان و یک سوم بین زنان بوده‌است. در ۲۲ ژوئیه ۲۰۰۵ حکومت بلژیک اعلام کرد از زمان تصویب این قانون در مجموع ۲٬۴۴۲ ازدواج بین همجنس‌ها در بلژیک صورت گرفته‌است.